# Hortense Mayaba
Hortense Mayaba, née Sallan, en 1959 à Djougou, est une écrivaine béninoise, romancière, auteure et illustratrice de littérature d'enfance et de jeunesse.

## Biographie

### Origines et éducation
Hortense Mayaba nait en 1959 à Djougou au Bénin. Elle effectue ses études secondaires jusqu'à la classe de terminale, puis se forme au secrétariat de direction. 

### Carriére professionnelle
En 1979 elle passe le concours des sages-femmes et, en même temps, le test pour entrer à l'Office national de pharmacie du Bénin. Elle opte pour l'ONP, jugeant les sociétés d'État plus sûres et le salaire proposé acceptable. Cependant la plupart de ces sociétés, qui ont le vent en poupe pendant la période révolutionnaire, ont connu des difficultés financières et ont fermé .
Elle se tourne alors vers une autre activité qui lui permet de voyager au Nigeria et au Togo et se met à son compte dans le commerce du textile, tout en se consacrant à la peinture et à la littérature.Hortense Mayaba est mariée et mère de quatre enfants,.

## Œuvre
Hortense Mayaba fait véritablement son entrée sur la scène littéraire avec la publication de son premier roman en 1997, L'Univers infernal, qui met en scène l'histoire d'Alioume, un homme atteint d'une maladie rare nécessitant une greffe,. Il est pris en charge dans un hôpital, mais doit livrer auprès de ses proches un combat contre des croyances traditionnelles auxquelles il ne prête pas foi et qui pourtant ne cessent de le torturer. Sur les conseils de sa femme il se rend chez un liseur de sort, qui lui dit que sa tante Mna Ga l'a envoûté et est responsable de sa maladie. Mna Ga est accusée de sorcellerie et assassinée. Au moment de sa sortie, la romancière s'est expliquée sur le thème central de son livre, nourri par le milieu animiste dans lequel elle a grandi. Elle prend certes ses distances à l'égard du charlatanisme, mais affirme ne pas douter de l'existence des forces occultes.
Florent Couao-Zotti décrit ce récit qui « oscille entre frémissements fantastiques et réalité pudique, entre baroque et éblouissement » et y décèle les ingrédients classiques d'un succès de librairie : « la guérison interdite, la manipulation, les chausse-trappes, la vie de couple, les rapports dramatiques entre belle-mère et bru », mais déplore l'intervention de l'éditeur qui, selon lui, a pu décourager l'auteure de poursuivre dans la voie romanesque.
Après cette première expérience, elle envisage de se tourner vers le théâtre et les contes, mais c'est finalement dans la littérature jeunesse qu'elle semble trouver sa voie, parfois comme illustratrice, occasionnellement en collaboration avec sa compatriote, Béatrice Lalinon Gbado.

### Romans
- L'univers infernal, 1997

- L'engrenage: Roman, Star Editions, 2007 (ISBN 978-99919-61-76-7)

### Littérature jeunesse
- Les bulles de toutes les couleurs, 2002
- Kokou devient sage, 2002
- Molie au port de pêche, 2002
- La robe de Ninie, 2002
- Souroukani, 2002
- Toutou le petit cochon, 2002
- Le syllabaire de Gadjo, 2003
- Arouna le petit champion, 2003
- Le lièvre et la luciole, 2005
- Une plante qui soigne, 2006
- Kadi aime l'eau, 2008
- Kadi garde son frère, 2011
- Èza ma poupée, 2017
- Étrange témoin, 2017 (polar)